# بولي بلات (كاتبة)
بولي بلات (بالإنجليزية: Polly Platt)‏ هي كاتِبة أمريكية، ولدت في 1 سبتمبر 1927، وتوفيت في 26 ديسمبر 2008.

## وصلات خارجية
- الموقع الرسمي